# Far Cry (computerspelserie)
Far Cry is een serie computerspellen van Ubisoft. Het eerste spel, Far Cry, werd ontwikkeld door Crytek waarna alle vervolgen ontwikkeld zijn door Ubisoft Montreal.
Anno 2017 zijn er 38 miljoen Far Cry-spellen verkocht.

## Gameplay
De serie schietspellen verscheen voor het eerst in 2004 voor Windows. De individuele spellen in de serie delen geen gemeenschappelijke verhaallijn, maar hebben wel als hoofdthema een wildernisomgeving, waarin gevochten moet worden tegen een of meerdere leiders die de regio bezetten. Ook moet de speler zien te overleven tegen wilde dieren die op de open vlaktes rondlopen.
Naast een singleplayermodus bieden de latere titels in de serie ondersteuning voor coöperatieve en competitieve missies. Het werd tevens mogelijk voor gebruikers om de speelwereld van het spel aan te passen voor deze missies.

## Spellen
| Uitgave | Titel                        | Platforms                                                        |
| ------- | ---------------------------- | ---------------------------------------------------------------- |
| 2004    | Far Cry                      | Windows                                                          |
| 2005    | Far Cry Instincts            | Xbox                                                             |
| 2006    | Far Cry Instincts: Evolution | Xbox                                                             |
| 2006    | Far Cry Instincts: Predator  | Xbox 360                                                         |
| 2006    | Far Cry Vengeance            | Wii                                                              |
| 2007    | Paradise Lost                | Arcade                                                           |
| 2008    | Far Cry 2                    | PlayStation 3, Windows, Xbox 360                                 |
| 2012    | Far Cry 3                    | PlayStation 3, PlayStation 4, Windows, Xbox 360                  |
| 2013    | Far Cry 3: Blood Dragon      | PlayStation 3, PlayStation 4, Windows, Xbox 360                  |
| 2014    | Far Cry 4                    | PlayStation 3, PlayStation 4, Windows, Xbox 360, Xbox One        |
| 2016    | Far Cry Primal               | PlayStation 4, Windows, Xbox One                                 |
| 2018    | Far Cry 5                    | PlayStation 4, Windows, Xbox One                                 |
| 2019    | Far Cry New Dawn             | PlayStation 4, Windows, Xbox One                                 |
| 2021    | Far Cry 6                    | PlayStation 4, Playstation 5, Windows, Xbox One, Xbox Series X/S |

## Films
In 2008 kwam een gelijknamige film uit geregisseerd door Uwe Boll. Er is nog een film in de planning voor de Far Cry-franchise.